# Mohamed Bendjilalli
Mohamed Bendjilalli (ur. 10 listopada 1991) – algierski zapaśnik walczący w stylu wolnym. Brązowy medalista mistrzostw Afryki w 2016 roku.